# Kitzbühel (distrito)
Kitzbühel é um distrito da Áustria no estado do Tirol.

## Cidades e Municípios
O distrito de Kitzbühel possui 20 municípios, um com estatuto de cidade (Stadtgemeinde), a capital Kitzbühel, e três com estatuto de mercado (Marktgemeide) (populações em 1/1/2010):
| Cidade: - Kitzbühel (8.204) Mercados: - Fieberbrunn (4.310) - Hopfgarten im Brixental (5.546) - St. Johann in Tirol (8.724) | Municípios: - Aurach bei Kitzbühel (1.171) - Brixen im Thale (2.642) - Going am Wilden Kaiser (1.865) - Hochfilzen (1.126) - Itter (1.144) - Jochberg (1.585) - Kirchberg in Tirol (5.175) - Kirchdorf in Tirol (3.740) - Kössen (4.163) - Oberndorf in Tirol (2.009) - Reith bei Kitzbühel (1.664) - Schwendt (791) - St. Jakob in Haus (731) - St. Ulrich am Pillersee (1.562) - Waidring (1.899) - Westendorf (3.577) |